# Campeonato Baiano de Futebol de 2008
O Campeonato Baiano de Futebol de 2008 foi a 104.ª edição desse evento esportivo profissional disputada no estado da Bahia. Teve início em 9 de janeiro e fim no dias 4 de maio. O campeão foi Vitória, tendo como vice o Bahia.

## Formato de disputa
Há uma primeira fase, em que as 12 equipes jogam entre si em turno e returno, classificando-se à fase final as quatro primeiras colocadas.
As equipes classificadas à fase final jogam entre si, em turno e returno. A equipe que somar mais pontos será a campeã de 2008.
Os três melhores colocados no torneio (exceto os participantes da Série A e Série B) serão classificados ao Campeonato Brasileiro da Série C. O último colocado na classificação geral da primeira fase será rebaixado para a segunda divisão.

### Critérios de desempate
Quando houver empate em pontos ganhos, entre duas ou mais equipes, o desempate ocorrerá pela aplicação dos critérios a seguir:
- Maior número de vitórias;
- Maior saldo de gols;
- Maior número de gols marcados;
- Maior número de pontos ganhos no confronto direto;
- Maior saldo de gols no confronto direto;
- Sorteio.

## Equipes participantes
O Baianão de 2008 foi disputado por 12 equipes:
| - Atlético ( Alagoinhas) - Bahia ( Salvador) - Camaçari ( Camaçari) - Colo Colo ( Ilhéus) | - Feirense ( Feira de Santana) - Fluminense ( Feira de Santana) - Ipitanga ( Senhor do Bonfim) - Itabuna ( Itabuna) | - Juazeiro ( Juazeiro) - Poções ( Poções) - Vitória ( Salvador) - Vitória da Conquista ( Vitória da Conquista) |

## Classificação da primeira fase
Atualizado em 31 de março
| Time | Time                   | PG | J  | V  | E  | D  | GP | GC | SG  | AP%  |
| --- | ---------------------- | -- | -- | -- | -- | -- | -- | -- | --- | ---- |
| 1 | Bahia                  | 50 | 22 | 15 | 5  | 2  | 38 | 13 | 25  | 75,8 |
| 2 | Vitória da Conquista   | 48 | 22 | 15 | 3  | 4  | 45 | 26 | 19  | 72,7 |
| 3 | Vitória                | 42 | 22 | 13 | 3  | 6  | 50 | 28 | 22  | 63,6 |
| 4 | Itabuna                | 35 | 22 | 9  | 8  | 5  | 34 | 32 | 2   | 53,0 |
| 5 | Atlético de Alagoinhas | 34 | 22 | 10 | 4  | 8  | 33 | 28 | 5   | 51,5 |
| 6 | Colo Colo              | 34 | 22 | 10 | 4  | 8  | 25 | 22 | 3   | 51,5 |
| 7 | Ipitanga               | 28 | 22 | 8  | 4  | 10 | 32 | 35 | -3  | 42,4 |
| 8 | Feirense               | 28 | 22 | 7  | 7  | 8  | 30 | 28 | 2   | 42,4 |
| 9 | Camaçari               | 22 | 22 | 5  | 7  | 10 | 27 | 39 | -12 | 33,3 |
| 10 | Fluminense de Feira *  | 16 | 22 | 4  | 10 | 8  | 30 | 35 | -5  | 24,2 |
| 11 | Poções                 | 13 | 22 | 3  | 4  | 15 | 17 | 42 | -25 | 19,7 |
| 12 | Juazeiro               | 9  | 22 | 2  | 3  | 17 | 20 | 53 | -33 | 13,6 |
| PG - pontos ganhos; J - jogos; V - vitórias; E - empates; D - derrotas; GP - gols pró; GC - gols contra; SG - saldo de gols; AP - aproveitamento em porcentagem |                        |    |    |    |    |    |    |    |     |      |

|  |                                     |
|  | Classificação à Fase Final          |
|  | Rebaixamento à Segunda Divisão 2009 |

*O Fluminense de Feira foi punido com a perda de 6 pontos, por ofensas a árbitro.

## Fase final

### Classificação
| Time | Time                 | PG | J | V | E | D | GP | GC | SG | AP% |
| --- | -------------------- | -- | - | - | - | - | -- | -- | -- | --- |
| 1 | Vitória              | 10 | 6 | 3 | 1 | 2 | 16 | 13 | 3  | 56  |
| 2 | Bahia                | 10 | 6 | 3 | 1 | 2 | 11 | 8  | 3  | 56  |
| 3 | Vitória da Conquista | 8  | 6 | 2 | 2 | 2 | 12 | 14 | -2 | 44  |
| 4 | Itabuna              | 6  | 6 | 2 | 0 | 4 | 8  | 12 | -4 | 33  |
| PG - pontos ganhos; J - jogos; V - vitórias; E - empates; D - derrotas; GP - gols pró; GC - gols contra; SG - saldo de gols; AP - aproveitamento em porcentagem |                      |    |   |   |   |   |    |    |    |     |

### Jogos de ida
| Rodada | Data                | Time 1               | Placar | Time 2               |
| ------ | ------------------- | -------------------- | ------ | -------------------- |
| 1ª     | 6 de abril de 2008  | Vitória da Conquista | 0 - 0  | Bahia                |
| 1ª     | 6 de abril de 2008  | Itabuna              | 0 - 1  | Vitória              |
| 2ª     | 13 de abril de 2008 | Bahia                | 2 - 1  | Itabuna              |
| 2ª     | 13 de abril de 2008 | Vitória              | 5 - 5  | Vitória da Conquista |
| 3ª     | 20 de abril de 2008 | Vitória              | 1 - 4  | Bahia                |
| 3ª     | 20 de abril de 2008 | Vitória da Conquista | 2 - 0  | Itabuna              |

### Jogos de volta
| Rodada | Data                | Time 1               | Placar | Time 2               |
| ------ | ------------------- | -------------------- | ------ | -------------------- |
| 4ª     | 26 de abril de 2008 | Itabuna              | 3 - 2  | Vitória da Conquista |
| 4ª     | 27 de abril de 2008 | Bahia                | 0 - 3  | Vitória              |
| 5ª     | 1 de maio de 2008   | Vitória da Conquista | 3 - 1  | Vitória              |
| 5ª     | 1 de maio de 2008   | Itabuna              | 3 - 0  | Bahia                |
| 6ª     | 4 de maio de 2008   | Bahia                | 5 - 0  | Vitória da Conquista |
| 6ª     | 4 de maio de 2008   | Vitória              | 5 - 1  | Itabuna              |

## Artilheiros
| Gols | Jogador    | Clube                  |
| 16   | Souza      | Fluminense de Feira    |
| 16   | Tatu       | Vitória da Conquista   |
| 12   | Juca       | Itabuna                |
| 11   | Marquinhos | Ipitanga               |
| 11   | Elias      | Bahia                  |
| 11   | Diogo      | Vitória da Conquista   |
| 10   | Robert     | Atlético de Alagoinhas |
| 9    | Ricardinho | Feirense               |
| 9    | Rafael     | Vitória da Conquista   |